# Albert Deman
Albert Deman, né le 15 janvier 1929 à Bousbecque, et mort le 22 décembre 1996 à Angles, est un peintre et sculpteur français.

## Biographie
Albert Deman est né le 15 janvier 1929 à Bousbecque dans le département du Nord.
En 1945, Albert Deman est élève en sculpture à l'École des beaux-arts de Lille, et à celle de Nantes en 1946. Il s'établit en Vendée jusqu'en 1971, et commence à exposer, en 1946, au nouveau Salon de La Roche-sur-Yon et à la galerie René Robin qu'il inaugure comme premier exposant. Après 1971, il se fixe à La Rochelle. Il figure à Paris au Salon des peintres témoins de leur temps de 1957 à 1960.
La production picturale d'Albert Deman peut se diviser stylistiquement en périodes : de 1956 à 1957, période dite de Chicago ; de 1971 à 1972, période des poiriers ; 1978, période « Mobiliste » ; 1979 à 1983, période des pastels ; 1984, période des gravures sur cuivre ; 1984-1985, période du Maghreb.
Dans une période englobant ses années 1950, il est influencé par le maniérisme griffu et les motifs de Jean Carzou (Bruges, La Rochelle). Dans les années 1960-1970, l'écriture est plus tempérée. Enfin, dans les années 1980, et tout particulièrement dans la période du Maghreb, il exécute des aquarelles colorées dont les sujets se fondent à la limite de l'abstraction lyrique.
Il meurt le 22 décembre 1996 à Angles dans le département de la Vendée.
Albert Deman est inhumé au cimetière de la commune d'Angles.

## Collections publiques
- Le Monument aux morts de la commune d'Aubigny, inauguré le 7 novembre 1954, serait la seule œuvre sculptée de cet artiste surtout connu pour ses peintures. Albert Deman l'a sculpté sur place en 1954 dans de la pierre de Chauvigny.

## La Maison Deman

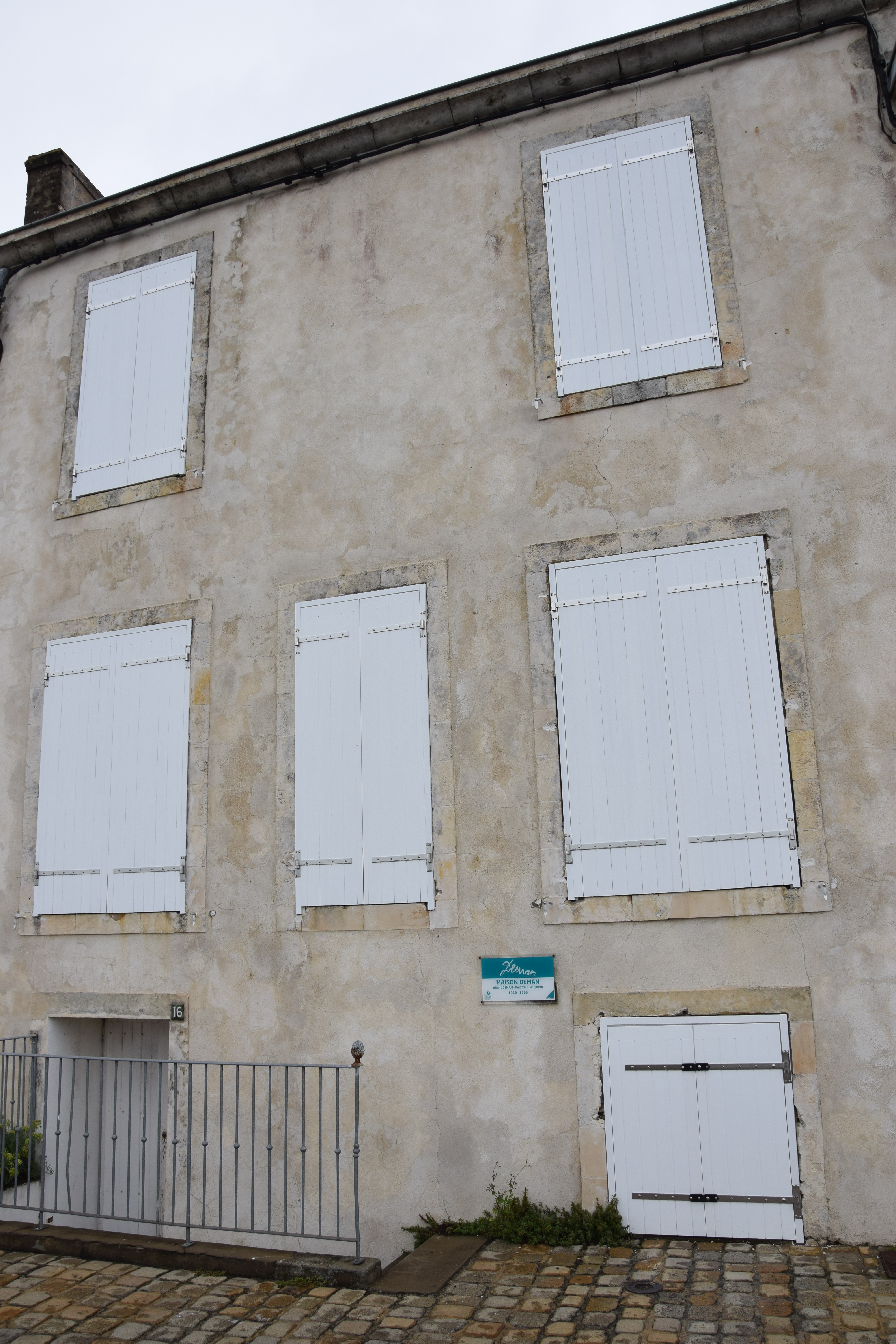
La Maison Deman.

En 1998, la maison qu'il avait occupée durant vingt ans à La Rochelle est rachetée par la ville et le département pour 2,9 millions de francs afin d'en faire un lieu d'accueil pour artistes. La maison d'artistes est finalement inaugurée le 13 juillet 2011. La plaque commémorative apposée lors de l'inauguration indiquait alors que l'artiste était né en 1929 au lieu de 1927, en raison d'une information erronée récupérée sur l'article Wikipédia consacré au peintre. À la suite du signalement de l'erreur, la plaque sera finalement remplacée. Le Bénézit, dans son édition de 1999, mentionne les deux années comme date de naissance, ce qui pourrait être une des sources de confusion de l'article initiale.

## Postérité
Plusieurs artères ont été nommées en son honneur :
- la rue Albert-Deman, à Aubigny, inaugurée avant avril 2003[6] ;
- la rue Albert-Deman, ancienne impasse Saint-Michel, à Angles, inaugurée le 1er décembre 2007[7] ;
- la rue Albert-Deman, au Bernard, inaugurée le 24 août 2012[8] ;
- la rue Albert-Deman, aux Herbiers[9] ;
- la rue Albert-Deman, à Lagord ;
- la rue Albert-Deman, à La Roche-sur-Yon, inaugurée avant 1999[10].